# لانومودرا
لانومودرا (به لاتین: Lanumodera) یک منطقهٔ مسکونی در سری‌لانکا است که در استان جنوبی (سری‌لانکا) واقع شده‌است.